# Jordi Wegmann
Jordi Wegmann (* 21. Mai 2002) ist ein deutscher Fußballspieler.

## Karriere
Er begann mit dem Fußballspielen in der Jugendabteilung des FC Augsburg und durchlief dort alle Jugendmannschaften. Nach 17 Spielen in der B-Junioren-Bundesliga und neun Spielen in der A-Junioren-Bundesliga, bei denen ihm insgesamt ein Tor gelang, wurde er im Sommer 2021 in den Kader der zweiten Mannschaft in der Regionalliga Bayern aufgenommen.
Nach zwei Spielzeiten und 40 Ligaspielen wechselte er im Sommer 2023 zum Drittligisten Hallescher FC und kam dort auch zu seinem ersten Einsatz im Profibereich, als er am 19. August 2023, dem 2. Spieltag, bei der 0:4-Auswärtsniederlage gegen den FC Ingolstadt 04 in der 52. Spielminute für Marvin Ajani eingewechselt wurde.

## Privates
Sein Vater ist der ehemalige Spieler und jetzige Trainer Uwe Wegmann.